# Централна телевизија СССР
Централна телевизија СССР, скраћено: ЦТ СССР (рус. Центральное телевидение Гостелерадио СССР, ЦТ СССР) је била државна совјетска телевизија, односно предузеће за производњу телевизијског програма и емитовање на државном и, делимично, на регионалном нивоу. Била је у саставу Државног комитета СССР за телевизију и радиодифузију (рус. Государственный комитет СССР по телевидению и радиовещанию). Совјетска телевизија је настала након Другог светског рата, обједињавањем техничких и других ресурса Московске и Лењинградске телевизије, које су започеле с радом 1938. године. Након рата, ове две телевизије су биле међу првима у свету које су користиле стандард слике од 625 линија. Телевизија под овим именом - Централна телевизија СССР, као свесавезна совјетска државна телевизија, основана је 1951. године, а постојала је до краја 1991. године. 
ЦТ СССР почиње са емитовањем свакодневног телевизијског програма почетком 1955. године, а наредне 1956. још један програм. Трећи програм је основан 1965,а четврти 1967. године. Исте године први програм почиње емитовање програма у боји (као четврта ТВ у Европи), а од почетка 1977. године сви програми се емитују у боји.
Од 1965. се емитује програм путем орбиталних сателита.
Централна телевизија СССР је престала да постоји током распада СССР-а. Њене техничке ресурсе су преузеле новоустановљене телевизијске станице Руске Федерације. 